# Frédéric Etsou
Frédéric Etsou Nzabi Bamungwabi, né le 3 décembre 1930 et décédé le 6 janvier 2007, est un prêtre congolais et religieux scheutiste (Congrégation du Cœur Immaculé de Marie). Nommé archevêque de Kinshasa (République démocratique du Congo) en 1990, il est fait cardinal en 1991.

## Biographie

### Jeunesse
Né le 3 décembre 1930 à Mazalaga, à environ 20 kilomètres de Lisala dans la province de l’Équateur, Etsou effectue ses études primaires à la mission catholique de Boyange, et secondaires au petit séminaire Notre-Dame-de-Grâces de Bolongo, dans les environs de Lisala. Il passe trois années de philosophie et une année de théologie au grand séminaire de Kabwe dans le Kasaï-Occidental.

### Religieux et prêtre
Il est admis le 8 décembre 1954 dans la congrégation des pères de Scheut. Après une année de noviciat et trois ans de théologie dans le scolasticat de Katoka dans le Kasaï-Occidental, il prononce ses vœux perpétuels et est ordonné prêtre le 13 juillet 1958 à Lisala par Mgr François Van Den Berch. Au bout d’une année de théologie pastorale à Bruxelles, le père Frédéric Etsou va travailler successivement comme vicaire à Saint-François-de-Sales de Kintambo et Saint-Pierre dans la commune de Kinshasa entre 1959 et 1964.
En 1964, il est envoyé à Paris où pendant quatre ans, il suit des études de sociologie. Entre 1968 et 1976, il revient à la paroisse Saint-Pierre comme curé et assume en même temps les charges de vice provincial des scheutistes pour la province CICM de Kinshasa et de vice-président de l’Assemblée des supérieurs majeurs (ASUMA).

### Évêque
Consacré évêque le 7 novembre 1976, Mgr Etsou est nommé évêque de Mbandaka le 11 novembre 1977 en remplacement de Mgr Pierre Wijnants, retourné en Belgique.
De 1979 à 1984, il est vice-président de la Conférence épiscopale nationale du Congo (Cenco). 
Il est nommé archevêque de Kinshasa le 14 août 1990, charge qu'il assume jusqu'à sa mort en 2007.

### Cardinal
Il est créé cardinal par le pape Jean-Paul II lors du consistoire du 28 juin 1991 avec le titre de cardinal-prêtre de S. Lucia a Piazza d’Armi, devenant ainsi le deuxième cardinal zaïrois après Joseph-Albert Malula.
Le 13 juillet 2000, lors de la 34e assemblée plénière de la Cenco, il est nommé président de la Conférence épiscopale nationale du Congo pour un mandat de quatre ans. Très engagé pour la cause sociale, il a accompagné la campagne d'éducation civique et électorale avec la commission Justice et paix  au cours des années 2005-2006.
Dans le gouvernement de l'Église, le cardinal Etsou était membre des conseils pontificaux pour l'évangélisation des peuples, pour la famille et pour les affaires économiques. Il participa à plusieurs synodes romains et au conclave de 2005 qui élit Benoît XVI. 
Une rumeur persistante circule selon laquelle le cardinal Etsou aurait été empoisonné en raison de ses déclarations. Soigné depuis en Belgique, il y meurt le 7 janvier 2007 à Louvain d'un œdème pulmonaire  ,.

## Déclarations[5]
Le cardinal Etsou a pris le parti de Jean-Pierre Bemba lors de l'élection présidentielle de 2006 et des événements de Kinshasa d'août 2006, en accusant de fraudes le clan de Joseph Kabila.
- 26 mai 2004[7] : le cardinal Etsou déclare que « des forces obscures utilisent les frustrations ethniques pour s’emparer des richesses du territoire ».
- 23 avril 2006[8],[9]: le cardinal Etsou appelle les Congolais à récupérer, lors de prochaines élections, leur pays des «mains des étrangers» : «Vous avez laissé ce pays entre les mains des étrangers qui sont en train de le diviser». «Nous ne faisons pas la politique… l’Église catholique a le devoir de donner un message d’amour, de dialogue et de tolérance en cette période décisive de l’histoire de notre pays».
- 13 novembre 2006[10] : dernière déclaration de l'archevêque de Kinshasa, sur les ondes de Radio France Internationale, juste après le deuxième tour de l'élection présidentielle : « Moi, comme pasteur, je n'accepte pas le mensonge. Malu Malu en tant qu'abbé ne peut cautionner le mensonge. Nous voulons par les urnes la paix. Nous voulons la paix ».

Elle avait été interprétée en sens divers tant elle est intervenue quelques jours avant le verdict de la Cour suprême de justice qui déclarera Joseph Kabila vainqueur. Selon un journaliste de L'Avenir et la presse pro-gouvernementale, ce n'aurait été qu'une manœuvre pour conserver son poste,. Évidemment, cette déclaration avait suscité la réaction de Malu Malu, Président de la Commission électorale indépendante, qui avait donné des précisions sur les résultats des élections. Il a fallu l'intervention de Monseigneur Monsengwo Pasinya pour rétablir l'ordre dans les esprits.